# Coprosma reticulata
Coprosma reticulata ist eine Pflanzenart aus der Gattung Coprosma in der Familie der Rötegewächse (Rubiaceae). Sie kommt endemisch nur auf einer Insel der im südlichen Pazifik gelegenen Marquesas-Inseln vor.

## Beschreibung

### Vegetative Merkmale
Coprosma reticulata wächst als Strauch oder kleiner Baum, der Wuchshöhen von 3 bis 10 Meter erreichen kann. Die Rinde der bis zu 12 Zentimeter dicken Zweige ist kahl.
Die kreuzgegenständig an den Zweigen angeordneten Laubblätter sind in einen Blattstiel und eine Blattspreite gegliedert. Der Blattstiel weist schmale Flügel auf und ist 0,3 bis 1,3 Zentimeter lang. Die einfache, dünn-ledrige Blattspreite ist bei einer Länge von 8,5 bis 19,7 Zentimetern sowie einer Breite von 3 bis 13 Zentimetern verkehrt-lanzettlich über länglich bis elliptisch. Die Spreitenbasis läuft spitz zu, die Spreitenspitze ist zugespitzt und der Spreitenrand ist ganzrandig. Sowohl die Blattoberseite als auch die -unterseite sind kahl, auf der Unterseite kann man jedoch auffällige Raphiden erkennen. Von jeder Seite der schmalen Blattmittelader zweigen 8 bis 13 dunkle Sekundäradern ab. Die tertiären Blattadern sind netzartig verzweigt. Entlang der Blattmittelader kann man kleine, leicht längliche Domatien finden. Die interpetiolaren Nebenblätter ähneln den Laubblättern, werden 0,3 bis 0,5 Zentimeter lang und sind etwa zur Hälfte bis zu vier Fünftel ihrer Gesamtlänge miteinander verwachsen. Die Oberseite der Nebenblätter ist kahl, während die Unterseite behaart ist. Sie haben gezähnte und bewimperte Blattränder. Die Spitze der Nebenblätter ist stumpf und weist ein Anhängsel auf.

### Generative Merkmale
Die seitenständigen, einfachen oder gelegentlich auch dreifach verzweigten, zymösen Blütenstände enthalten meist sieben, selten auch mehr Einzelblüten. Das obere Ende der Blütenstände wird durch eine dreiblütige Trugdolde gebildet. Die unteren Blütenstandsverzweigungen weisen ein bis zwei Blüten auf. Die feinen Blütenstiele sind spärlich behaart.
Die eingeschlechtigen Blüten sind radiärsymmetrisch und vier- bis sechszählig mit doppelter Blütenhülle. Die vier bis sechs Kelchblätter sind bei den männlichen Blüten miteinander verwachsen und vom 0,8 bis 2,4 Millimeter langen Kelch entfallen 0,5 bis 1,5 Millimeter auf die Kelchröhre und 0,3 bis 0,9 Millimeter auf die Kelchzähne. Bei den weiblichen Blüten sind die Kelchröhre 0,4 bis 0,8 Millimeter und die Kelchzähne 0,3 bis 0,6 Millimeter lang. Die vier bis sechs Kronblätter sind trichterförmig miteinander verwachsenen und die Kronröhre endet in vier bis sechs Kronlappen. Bei den männlichen Blüten ist die Kronröhre 3,5 bis 4,2 Millimeter und die Kronlappen etwa 3,4 bis 4 Millimeter lang, während sie bei den weiblichen Blüten Längen von 1,5 bis 2 Millimetern bzw. 2,2 bis 2,5 Millimetern erreichen. Die an der Basis der Kronröhre inserierten Staubfäden sind 1 bis 1,3 Zentimeter lang. Die Staubbeutel erreichen Größen von etwa 0,5 Zentimeter. Der Griffel ist 0,8 bis 1 Zentimeter lang.
Die saftigen Steinfrüchte sind bei einer Länge von 0,7 bis 0,8 Zentimetern und einem Durchmesser von 0,35 bis 0,4 Zentimetern verkehrt-eiförmig bis elliptisch. Zur Reife sind sie orange gefärbt. An ihrer Spitze befinden sich dauerhafte Kelchzähne. Die runzeligen Steinkerne sind bei einer Länge von etwa 0,6 Zentimetern und einer Breite von rund 0,3 Zentimetern abgeflacht und eiförmig-elliptisch geformt. Jeder Steinkern beherbergt einen einzelnen Samen.

## Verbreitung
Das natürliche Verbreitungsgebiet von Coprosma reticulata liegt auf den Marquesas-Inseln im südlichen Pazifik. Coprosma reticulata ist ein Endemit, der nur auf dem, auf der Insel Nuku Hiva gelegenen Toovii-Plateau vorkommt.
Coprosma reticulata gedeiht in Höhenlagen von 800 bis 1100 Metern. Diese Art wächst in feuchten Wäldern. In den Wäldern wachsen verschiedene Arten von Alsophila, Crossostylis, Dicranopteris, Fagraea, Freycinetia, Histiopteris, Eisenhölzern (Metrosideros), Schwertfarnen (Nephrolepis) und Weinmannia.

## Taxonomie
Die Erstbeschreibung von Coprosma reticulata erfolgte 1986 durch Jacques Florence in Bulletin du Muséum National d'Histoire Naturelle, Section B, Adansonia. sér. 4, Botanique Phytochimie 8. Das Artepitheton reticulata verweist auf die netzartig verzweigten tertiären Blattadern.